# Papagomys armandvillei
Papagomys armandvillei är en däggdjursart som först beskrevs av Fredericus Anna Jentink 1892.  Papagomys armandvillei ingår i släktet Papagomys och familjen råttdjur. Inga underarter finns listade i Catalogue of Life.
Med en kroppslängd (huvud och bål) av 275 till 435 mm och en svanslängd av 265 till 360 mm är arten en stor gnagare. Viktuppgifter saknas, bakfötterna är 75 till 88 mm långa och öronen är 24 till 31 mm stora. Typisk är den långa, täta och delvis borstiga pälsen. Pälsen är på ovansidan mörkbrun till tanfärgad och ljusare på kroppens sidor. Undersidans päls har en ljusgrå färg. Kännetecknande är breda framtassar och långa bakfötter som har en vitaktig färg. På artens avrundade och mörkbruna öron förekommer några fina hår. Även svansen är glest täckt av hår och i främre delen mörk samt vid spetsen vit.
Denna gnagare förekommer endemisk på ön Flores som tillhör Indonesien. Den vistas i låglandet och i bergstrakter. Habitatet utgörs av olika slags skogar. Papagomys armandvillei äter antagligen blad, unga växtskott och frukter samt några insekter. De nattaktiva exemplaren vistas på marken och vilar i jordhålor. Denna gnagare når 900 meter över havet.
Några individer jagas för köttets skull och andra exemplar faller offer för hundar och katter. Beståndet påverkas i viss mån av landskapsförändringar. IUCN kategoriserar arten globalt som nära hotad.